# Apamea leucodon
Apamea leucodon là một loài bướm đêm trong họ Noctuidae.